# Perversion
Pour les articles homonymes, voir Perversion (homonymie).
 (février 2019).
Si vous disposez d'ouvrages ou d'articles de référence ou si vous connaissez des sites web de qualité traitant du thème abordé ici, merci de compléter l'article en donnant les références utiles à sa vérifiabilité et en les liant à la section « Notes et références ».

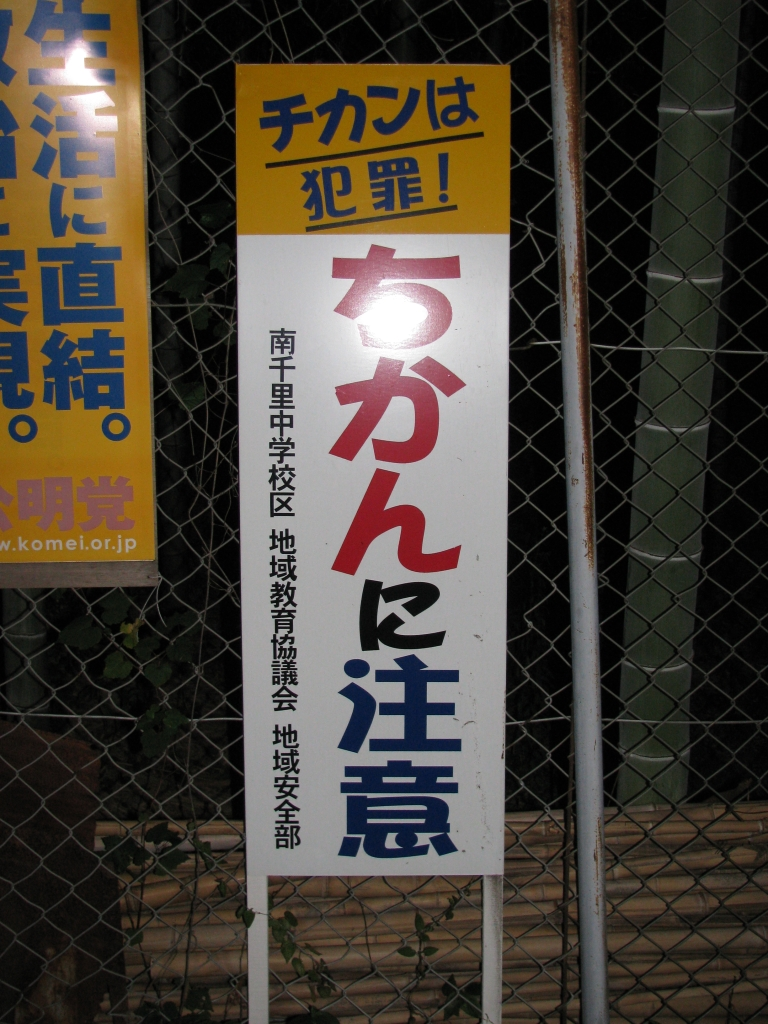
Panneau à Suita (Japon) disant : Prenez garde aux pervers.

Une perversion désigne, dans un sens général, une inclination à des conduites considérées comme « déviantes » par rapport aux règles et croyances morales d'une société.
Le terme recouvre toutefois plusieurs champs sémantiques et différentes définitions. Il est issu du verbe « pervertir », qui signifie littéralement « détourner », d'après l'étymologie latine pervertere : « mettre sens dessus dessous » et globalement « action de détourner quelque chose de sa vraie nature ». Le sens moral du verbe pervertir (« convertir au vice ») date du XVIIe siècle et a longtemps eu une connotation religieuse.
Dans le vocabulaire courant, le terme est utilisé pour désigner soit une déviation des instincts conduisant à des comportements immoraux et antisociaux, soit la transformation de sens subie par un discours (par exemple un message politique), soit la manipulation, l'abus et la cruauté.
En matière de mœurs, la notion de perversion a beaucoup évolué en fonction des époques et des normes, religieuses et pénales entre autres. Dans ce registre, le mot fait souvent allusion à la sexualité : il désigne alors des paraphilies, des perversions sexuelles ou des conduites considérées comme telles, qu'elles soient définies comme pathologiques ou non.
En psychiatrie, le terme se référait la plupart du temps à des conduites immorales ou amorales considérées comme déviantes. La liste des perversions a subi dans l'histoire de cette discipline des variations aussi nombreuses que discutées : telle attitude est vue comme pathologique à une époque, puis plus à une autre, selon des critères qui relèvent avant tout des normes sociales. Il désignait néanmoins pour beaucoup une structure psychopathologique établie. La psychiatrie moderne n'utilise pas de notion de perversion dans la liste des troubles mentaux, basée sur le manuel diagnostique et statistique des troubles mentaux (DSM) et la classification internationale des maladies (CIM).
En psychanalyse, Sigmund Freud a d'abord inclus la perversion dans le cadre de la sexualité, pour l'étudier ensuite dans une perspective psychogénétique de fixations et de régressions. Il situe la perversion chez l'adulte en tant que « destin de la pulsion » détournée du « but » génital par rapport à son « objet ». Chez l'enfant, il suppose la possibilité du développement d’une sexualité infantile perverse « polymorphe » au stade prégénital. C'est surtout l'adulte qui, dans son développement, est l'enjeu de la dynamique des fixations et des régressions, et qui peut développer une perversion dans le sens psychopathologique. La perversion deviendrait alors, dans un deuxième temps, l'expression de la pulsion d'emprise s'étayant sur la pulsion sexuelle, et elle se manifesterait dans la relation à l'objet. Dans la métapsychologie freudienne, elle repose sur le déni de la différence des sexes.

## Approche lexicale

### Définition usuelle
Parmi les définitions du mot « pervers » se trouvent : « enclin au mal ; qui fait, qui aime à faire le mal », « qui est totalement dépourvu de sentiments et de sens moral », ou encore « dont le comportement sexuel s'écarte de la normalité ».
Les synonymes les plus proches sont : mauvais, méchant, diabolique, pernicieux, vicieux, morbide, malfaisant, dépravé, débauché, corrompu, malsain, etc..

### Étymologie
Le terme pervertir est issu de deux termes latins (per qui signifie par et vertere que l'on peut traduire tourner). La traduction littérale serait en tournant ou par détournement (par contournement, par retournement), ou encore par la tournure. Ce dernier convient à la première utilisation du terme perversio dans le latin ecclésiastique du IIIe siècle, où il désignait toute opération de falsification d'un texte et par extension une volonté de corrompre les esprits (employé par Tertullien), et il prend ensuite au début du IVe siècle le sens de « dépravation, désordre ».
Au XIIe siècle, le terme pervers est utilisé en langue française sur cette racine latine et il est employé pour désigner une personne qui est « encline à faire le mal ».

### Terminologie
- Le terme de perversion sexuelle désigne une attirance ou pratique sexuelle qui diffère des actes traditionnellement considérés comme « normaux ». Il est parfois associé à la perversion (dans le langage courant notamment) et parfois distingué (quand il s'agit d'une notion psychologique).
- La « perversion narcissique » correspond à une notion distinguée au départ par Paul-Claude Racamier[9],[10].
- De rares auteurs distinguent perversion et perversité. Le terme perversité vise, comme celui de perversion, à se rapprocher de l'origine latine perversitas dérivé de perversus (pervers) qui désigne celui qui inverse, renverse ou retourne.

## Approche psychanalytique
L'emploi de la terminologie de la perversion dans la psychopathologie psychanalytique vient d'abord de Sigmund Freud, notamment au travers de ses études sur la sexualité infantile (Trois essais sur la théorie sexuelle, 1e éd. : 1905) et dans ses écrits métapsychologiques autour de 1915 (Pulsions et destins des pulsions).

### Mécanisme pervers selon la psychanalyse
Il s'agit d'un mécanisme de défense, c'est-à-dire d'un phénomène psychique qui vise à éviter une souffrance interne, et qui utilise l'autre comme une chose, un instrument ou un support permettant d'extérioriser ce qui est considéré comme insoutenable ou déstructurant pour l'individu qui utilise un fonctionnement pervers afin de s'en prémunir. L'origine de cette utilisation destructrice de l'autre est théorisée comme un phénomène de projection des contradictions internes et des douleurs que l'individu refuse de ressentir.[réf. nécessaire]

À sa source, la perversion est un fonctionnement défensif, qui pourrait être utilisé par tout un chacun. Néanmoins, chez certains, ce mécanisme s'installe comme un mode de fonctionnement préférentiel, plus confortable et plus gratifiant pour eux, en ce qu'il leur permet d'éviter la souffrance psychique (angoisses, dépressions, etc.), les limitations (dont l'existence et l'expression d'autrui), les pertes (deuils, vieillissement, maladie, mort…) et la remise en question de soi-même. Plus ce mécanisme est utilisé, et plus il se renforce, car l'utilisation de l'autre comme instrument prive la personne perverse de tout retour affectif structurant.

### Les conduites sexuelles pour Freud
En ce qui concerne les conduites sexuelles, Sigmund Freud se situe à la fois dans la continuité et dans la rupture par rapport au discours médical de son époque.

#### Les aberrations sexuelles
Les Trois essais sur la théorie sexuelle de Freud commencent par un premier essai intitulé Les aberrations sexuelles, dans lequel Freud passe en revue tout ce qui semble dévier des représentations que l'opinion commune se fait de la sexualité, c’est-à-dire « une attraction irrésistible exercée par l'un des sexes sur l'autre » et dont le « but serait l'union sexuelle, ou du moins un ensemble d'actes qui tendent à ce but ».
Freud ne s'attarde pas à décrire ces « aberrations sexuelles », il reprend en les survolant les descriptions de Krafft-Ebing, Havelock Ellis, Albert Moll, J. Bloch et bien d'autres. Il se consacre alors à ce qui lui importe : les mécanismes psychiques à l'œuvre dans la sexualité.
Freud apporte à l'observation clinique des aberrations sexuelles une description que l'on pourrait qualifier de structuraliste avant la lettre.[réf. nécessaire]
En effet, au lieu d'opposer les vices aux maladies comme certains de ses prédécesseurs ou la normalité à l'anormalité, Freud fait un tableau clinique descriptif de ces déviations fondé sur ce qui est appelé leur « objet » et leur « but », dans la traduction française. Cette définition va de pair avec celle de la pulsion, énergie corporelle ayant elle aussi une source, un objet, et un but (le désir s'enracine dans le corps, vise quelqu'un ou quelque chose, et se fixe un objectif à propos de ce dernier, auquel il tend avec une certaine force).[réf. nécessaire]
Ainsi, la perversion peut être déviation au sens de :
- changement d'objet, par exemple dans la pédosexualité, la zoosexualité, la nécrosexualité ;
- changement de but, par exemple regarder dans le voyeurisme, ou être regardé dans l'exhibitionnisme ;
- changement de zone érogène, par exemple l'anus dans la sodomie, dans le fétichisme ;
- enfin, la perversion peut signifier la nécessité de conditions particulières afin d'atteindre la satisfaction sexuelle. Ces conditions correspondent à des retours à des positions psychiques ayant été vécues dans l'enfance du sujet.

À partir de ces deux critères que sont le but et l'objet, Freud établit une description combinatoire que Lanteri-Laura a résumé par le tableau à double entrée suivant :
| —          | Non-pervers | Pervers                |
| ---------- | ----------- | ---------------------- |
| Non-malade | Normal      | Pervers en bonne santé |
| Malade     | Névrosé     | Pervers malade         |

Dans cette description, Freud veut montrer que la perversion n'est pas un mécanisme qui se situe à l'écart de la vie sexuelle, mais qu'elle en fait intégralement partie. Ce n'est que dans certains cas, quand il y a « exclusivité et fixation, que nous sommes justifiés en général de considérer la perversion comme un symptôme morbide ».[réf. nécessaire]
L'originalité de la description freudienne, c'est qu'il déplace le centre d'intérêt sur l'étude des perversions sexuelles. Au lieu de s'attacher à l'étiologie (hérédité, prédisposition, dégénérescence, circonstances biographiques) ou à une opposition normalité vs anormalité, il s'intéresse aux mécanismes et permet de poser les bases d'une véritable étude psychopathologique de ce domaine.[réf. nécessaire]

#### Sexualité infantile
C'est surtout le deuxième des Trois essais sur la théorie de la sexualité qui fut remarqué à l'époque de sa publication. Rappelons simplement que Freud veut montrer que la vie psychique commence dès la naissance, par la création d'espaces de plaisir situés au-delà de la satisfaction des besoins physiologiques, mais s'appuyant sur ces derniers. Chacun de ces espaces, ou zone érogène, est créé par le sujet lui-même, en instituant une partie de son propre corps comme « objet érotique », alors que parallèlement il s'abandonne probablement à une remémoration de la satisfaction éprouvée pendant la satisfaction physiologique du besoin organique. Par exemple, le nourrisson, après la tétée, continue à « suçoter » alors qu'il n'a plus faim, et pendant ce suçotement, qui est un acte réflexe, il investit une partie de son corps propre (pouce, doigt de pied, mèche de cheveux) ou un substitut (drap, etc.). Il s'agit selon Freud d'une action « auto-érotique » pendant laquelle il réactive le plaisir de la satisfaction de la tétée. Pendant ce temps, qui n'est pas dépendant de la satisfaction physiologique, s'établit l'embryon de l'espace désirant et fantasmatique.
L'être humain expérimente donc la vie pulsionnelle au travers de plusieurs zones érogènes. Progressivement, il accédera à une conscience de son unité corporelle mais il restera marqué par ce morcellement pulsionnel initial. D'ailleurs, remarque Freud, « les préliminaires amoureux ne renvoient-ils pas aux satisfactions partielles chez l'être humain : le plaisir de regarder ou de montrer n'est-il pas une pulsion partielle ? ». Il en est de même des baisers, des caresses de tout ordre qui peuvent précéder l'acte génital.
Devenue cliché, la caractérisation de l’enfant comme constitué par la « perversion polymorphe » est une reformulation exagérée, et infidèle pour certains psychanalystes, de la thèse de Freud.

#### Issue possible de la «crise œdipienne»
Depuis 1895, Freud cherchait à montrer qu'il existe en tout être humain une instance dont il n'est pas maître et qu'il appelle l'inconscient, que l'on peut considérer comme le principal moteur du psychisme. Ce moteur fait surgir chez le sujet humain des évocations, des représentations associées, des affects qui entrent en conflit avec l'éducation, c'est-à-dire les règles sociales formulées ou induites par l'entourage de l'enfant. À l'issue de la crise œdipienne, le sujet aura trois voies de résolution des conflits inconscients entre ses pulsions et l'éducation qu'il a reçue :
- les névroses, dont le mécanisme inconscient spécifique est le refoulement : Verdrängung ;
- les psychoses, dont le mécanisme inconscient est la Verwerfung, que Lacan traduira par « forclusion » ;
- les perversions, dont le mécanisme inconscient est le déni : Verleugnung.

Le déni est donc le mécanisme inconscient fondamental de la perversion. Il s'agit d'une fixation inconsciente qui intervient au moment particulier où l'enfant prend réellement conscience de la différence des sexes, notamment en s'interrogeant sur les différences anatomiques qui distinguent les hommes des femmes. Alors que pour le petit enfant la puissance symbolique semblait incarnée par sa mère, il constate qu'elle n'est pas pourvue de l'organe viril, elle semble marquée d'une lacune, d'une absence. Pour certains enfants, cette différence apparaît insupportable, ils s'orienteront vers le déni, c'est-à-dire un refus d'admettre cette différence.
Dès lors, la vie pulsionnelle du sujet orienté vers la perversion va fonctionner sur un clivage qui va affecter foncièrement sa vie :
- dans sa vie sociale, le sujet pervers se comportera comme tout un chacun et il pourra même être reconnu comme un citoyen exemplaire ou brillant, ce Moi est réaliste et conscient ;
- dans sa vie sexuelle, en revanche, le pervers ne pourra atteindre la jouissance (ou atteindre ce qu'il considère comme une vraie jouissance) qu'à certaines conditions qui dépendent de la nature de sa perversion. Si ces conditions entrent en conflit avec les lois sociales, il sera tenté de les transgresser ; il s'agit là du Moi qui est subordonné au principe de plaisir.

Ainsi, le fétichiste sait pertinemment, dans sa vie sociale, que les femmes sont dépourvues de pénis mais, dans sa vie sexuelle, pour atteindre la jouissance, il doit se représenter une femme pourvue d'un fétiche qui vient symboliser la dimension phallique. Selon le type de fétichisme, il s'agira d'un fouet, d'un certain type de chaussures ou tout autre objet qui, à ses yeux, le renverra à une représentation de la femme pourvue d'un supplément phallique, qui viendrait compenser l'absence d'organe viril. Le fétiche est potentialisé par le regard et son aspect séparable lui confère sa valeur.
D'une façon différente, le travestisme est également une façon de dénier la différence sexuelle puisqu'il s'agit, dans le cadre de relations sexuelles, de jouir de la surprise que pourrait provoquer chez l'autre la découverte d'un sujet mâle pourvu des attributs féminins (par les vêtements) ou d'un sujet féminin pourvu (symboliquement) d'un sexe masculin.
Pour Freud, la grande différence entre le pervers et le non-pervers, c'est que le premier reste fixé dans son développement à la question de la non-différenciation sexuelle et que, d'une certaine façon, il a besoin « d'y croire » pour jouir.

### Conceptions psychanalytiques après Freud
Les théories psychanalytiques ont beaucoup évolué depuis les théories de Freud. Donald Meltzer critiqua la théorie freudienne, trop centrée sur une sexualité génitale hétérosexuelle, alors même que Freud reconnaît, en l'étayage de la sexualité sur le besoin alimentaire, la perversion fondamentale de toute sexualité humaine. La sexualité humaine se distingue de la plupart des sexualités animales par sa séparation de la reproduction : c'est là, non pas une anormalité, mais bien une caractéristique essentielle de ce que Donald Winnicott nomme « la nature humaine ».
L'apport de Jacques Lacan insiste sur l'origine de l'orientation perverse. Selon lui, le « point d'ancrage » dans la structure perverse est à chercher dans l'identification pré-génitale de l'enfant (avant la crise œdipienne) : à cette époque, la mère représente la figure phallique par excellence, le père ne le devenant qu'après la crise œdipienne et, en grande partie, dans la mesure où le discours maternel lui en laisse la place. Selon Philippe van Meebeeck, Lacan a mis en évidence la « structure perverse » dans les années 1960 (les deux autres structures étant la structure névrotique et la structure psychotique). Il expliquerait ainsi la mise en place de la structure perverse en rapport avec la « crise œdipienne », et l'on rattache souvent son étude au structuralisme, car Lacan cite régulièrement Les structures élémentaires de la parenté de Claude Lévi-Strauss[pas clair].
Joyce McDougall interroge la perversion comme création d'une « néo-sexualité » : cette « nouvelle » sexualité se fonde sur une scène primitive réinventée. La représentation de l'acte sexuel entre les parents sort du commun ; elle est « lacunaire » au sens où la personne « perverse » n'en comprend pas les éléments. S'il y a tentative de résoudre l'angoisse de castration par l'érotisation de ce qui fut insupportable, la sexualité œdipienne n'en est pas tout l'enjeu. Là où Freud présentait des défenses perverses spécifiques face à une situation « œdipienne », McDougall insiste sur la sexualité archaïque venant protéger le sujet fragile, à la suite d'une position dépressive très défaillante.
Les défenses perverses peuvent cependant amener le psychanalyste à penser autre chose que la perversion. Selon cette ligne de pensée, l'enjeu sera de repérer la présence de la perversion dans les différentes « maladies mentales ».

Saverio Tomasella propose une vision concrète de la perversion quant à ses rouages (organisés autour du pouvoir, de la jouissance et de la domination) et ses fonctionnements (fascination, mystification, séduction). 
« La perversion n'est pas seulement un savoir sur la jouissance, mais aussi un savoir sur la façon d'enfermer l'autre dans la jouissance, de mieux le tenir à sa disposition et l'utiliser à sa guise. La perversion est surtout un savoir-faire sur l'emprise, une manière de prendre le pouvoir sur l'autre pour le dominer sans qu'il s'en aperçoive et sans qu'il puisse se défendre, quitte à le détruire en le dépréciant sans cesse et en niant durablement son existence. »
La notion de perversion narcissique est due à Paul-Claude Racamier.

## En France

### Naissance d'un discours médicolégal
En France, depuis le code Napoléon (loi du 22 février 1810), les affaires de mœurs étaient jugées selon des principes simples, qui marquaient une grande évolution par rapport à la situation sous l'ancien régime :
- en ce qui concerne les adultes, n'est puni en matière sexuelle que le scandale public de l'outrage aux bonnes mœurs et l'attentat à la pudeur ;
- en revanche, tout commerce sexuel avec un (ou une) mineur(e) est considéré comme un crime.

La philosophie de ce texte était claire : il s'agissait premièrement de faire des relations sexuelles entre adultes consentants une affaire privée qui devait se dérouler dans un cadre privé et deuxièmement de protéger les mineurs (même consentants) de toute relation sexuelle. Ce tournant législatif napoléonien était une révolution dans la mesure où les pouvoirs publics n'avaient plus à s'intéresser aux conduites sexuelles des citoyens, alors que sous l'ancien régime la sodomie était considérée comme un crime et que toutes les conduites sexuelles étaient soumises au crible d'une morale directement inspirée de la religion.

### Sergent Bertrand
C'est dans ce contexte qu'en 1849, un sergent de l'armée française, reconnu comme un bon sous-officier par ses supérieurs, est poursuivi par un tribunal militaire : il est entré nuitamment dans un cimetière, a forcé une tombe et a profané le cadavre tout récemment enterré d'une jeune fille. Le sergent était coutumier de ce type de comportement, il avait déjà profané d'autres tombes, il avait même mutilé certains cadavres et ses actes se terminaient par une éjaculation. Le sergent Bertrand reconnaît les faits et il est condamné (légèrement) pour violation de sépulture, c’est-à-dire un délit qui s'apparente à une violation de domicile, mais absolument pas pour son comportement sexuel qui n'intéresse quasiment pas les juges.
Un psychiatre de l'époque, le docteur Jules Lunier, s'élève alors contre ce jugement dont la sentence avait été pourtant clémente. Il prétend que cette condamnation était injuste car le cas du sergent était du ressort de l'article 64 du code pénal de l'époque, c'est-à-dire l'article qui permet à un justiciable de ne pas être jugé si l'examen par un expert de ses facultés mentales conduit à le déclarer irresponsable. Pour le Dr Lunier, le sergent Bertrand devait être soigné et conduit à l'asile, pas en prison.
Pour Georges Lanteri Laura qui a retracé l'histoire de l'appropriation médicale des perversions, l'Examen d'un cas de monomanie instinctive du Dr Lunier marque un tournant dans l'attitude des médecins français. Alors que la loi excluait tout examen de la jouissance sexuelle de l'accusé (et donc de sa moralité sexuelle) la médecine voudrait introduire cette dimension. Et pour dire quoi ? Que l'accusé est aliéné et qu'il doit être conduit à l'asile. Car, pour la théorie médicale de l'époque, la monomanie instinctive est une forme d'aliénation mentale.

### Retour à l'ordre moral
Après la deuxième Restauration, la monarchie de Juillet (1830-1848) était favorable à un retour du religieux. La médecine, par ses prétentions à arbitrer le sexuel, avait fourni aux pouvoirs publics un appui au retour du moralisme[réf. nécessaire]. Pour le Christianisme, la justification du fait sexuel est une plus grande union des époux et la fécondité charnelle dans le cadre du sacrement du mariage. La recherche du seul plaisir n'est pas une justification. Dans le cadre du mariage, les époux peuvent avoir des relations sexuelles régulières. D’ailleurs, seule la « consommation » (c'est-à-dire avoir un premier rapport sexuel) du mariage catholique le rend indissoluble.
La médecine se situait également comme une rivale du pouvoir religieux. Elle va donc bénéficier de la bienveillance du pouvoir politique sans pour autant reprendre les termes du discours religieux. Le discours médical s'intéressait aux comportements sexuels considérés comme déviants pour tenter de montrer qu'il s'agissait de formes partielles d'aliénations mentales. C'est au milieu du XIXe siècle, dans le Littré, que pour la première fois, la notion de perversion est associée aux mœurs sexuelles : « Perversion. Changement de bien en mal. La perversion des mœurs. Trouble, dérangement. Il y a perversion de l'appétit dans le pica, de la vue dans la diplopie ».
Quelque temps plus tard, cette définition est reprise telle quelle, dans ce qui est considéré comme « le Littré médical », en y ajoutant toutefois un nouvel élément : « Perversion morale des instincts, V. Folie héréditaire. » (É. Littré et Ch. Robin).
De la perversion morale des instincts, on passera avec Valentin Magnan à la perversion sexuelle qui s'imposera dans la langue française alors qu'en langue anglaise la notion d'aberration prévaudra. En allemand, deux expressions se feront concurrence :
- sexuelle Abirrungen (aberrations sexuelles) qui sera employé par Freud ;
- Anomalien des Geschlechtstriebes (anomalies de l'instinct sexuel) qui sera utilisé par Krafft-Ebing.

### Typologie médicale des déviations sexuelles auXIXesiècle
Magnan ne s'est pas attaché à étudier les perversions une à une. Cette étude n'avait aucun intérêt pour lui puisque les perversions ne pouvaient s'expliquer, dans sa perspective positiviste que par une anomalie du système nerveux central. Pour lui la vie sexuelle est définie par un modèle anatomo-physiologique : certains individus s'éloignent de ce modèle pour parvenir à l'orgasme. Ce détour qu'ils empruntent par rapport au modèle anatomo-physiologique serait donc l'expression d'une dysharmonie du système nerveux.
Cette description absolument exempte de préoccupations morales va cependant aboutir à un classement des pervers en deux groupes radicalement opposés :
1. Les sujets instruits, reconnus socialement, ayant des responsabilités professionnelles et dont la perversion est ignorée de leur entourage, sont considérés comme des hommes honorables, mais dont la conduite sexuelle détonne et pour tout dire apparaît comme une anomalie dans leur personnalité. Eux-mêmes reconnaissent comme une anomalie leurs penchants, ils les déplorent parfois et l'homme de science s'étonne de leur comportement sexuel. Il s'agit des bons pervers. On trouve dans cette catégorie les exhibitionnistes ou les homosexuels de la bonne société ;
2. Chez les personnes mal insérées socialement, instables professionnellement et au mode de vie socialement réprouvé, les conduites perverses sont décrites comme agressives, cruelles, elles suscitent non pas l'étonnement mais la répulsion. Ils refusent d'admettre l'anomalie qui est la leur. Ce groupe renvoie, selon Lanteri-Laura « à la notion de perversité, et tous ces traits de caractère viennent des anciennes notions de folie morale et de moral insanity ». C'est de cette catégorie que Magnan fera dériver la notion de dégénérescence.

En 1975, Henri Ey propose, dans le Manuel de psychiatrie, les deux articles perversité et perversion : « Le pervers ne s'abandonne pas seulement au mal, mais le désire ». Ce désir devient loi existentielle : la perversion « reste rivée à un stade de développement dont la structure affective est devenue la loi de son existence ».
Selon Joël Dor, la description de la perversion que fait Henri Ey ne permet pas de différencier perversité et perversion. Cette définition psychiatrique renverrait non pas au domaine psychopathologique mais à celui de la morale, en tout cas aux critères sociaux hors psychopathologie : le « champ psychopathologique, lequel - s'il existe - reste totalement sanctionné par des normes morales et idéologiques qui invalident, par avance, toute conséquence clinique ». La distinction entre perversion et perversité serait donc étrangère à la psychologie clinique.

### Point de vue actuel de la psychiatrie
Il suffit de consulter le Manuel alphabétique de psychiatrie d'Antoine Porot où les notions de perversité et de perversion sont abordées sans nuance sous l'angle de la morale pour constater l'écart conceptuel qui existe entre la psychiatrie et la psychanalyse sur ce problème.
Plus surprenant, un autre auteur Henri Ey commence son article Perversité et perversions par ce qu'il appelle une « analyse génétique du développement de la personne morale ». La seconde partie de son article (B. La perversité naturelle et pathologique) commence par cette affirmation tautologique : « sous son aspect le plus général et négatif, le mal se confond avec l'absence de moralité et toute action est dite immorale lorsqu'elle échappe au contrôle de la conscience morale ».
Nous sommes ici dans ce que Pierre Kaufmann appelle une « collusion » des principes moraux avec ce qui devrait y échapper, à savoir une pure approche sémiologique. C'est probablement parce que la psychiatrie n'a pas su se préserver de cette collusion que le discours social s'est emballé au point de faire du pervers l'incarnation du mal.

## Discours social actuel
Ces dernières années ont vu se développer un discours social sur le mode défensif de l'aveuglement par le recours aux émotions. Ce discours moralisateur utilise les notions de pervers et de perversité de façon particulièrement stigmatisantes. Ce discours vise principalement :
- La figure du pervers souvent incarné sous les traits du délinquant pédosexuel, abusivement qualifié de « pédophile » ;
- La question du harcèlement (moral ou sexuel) que l'on qualifie de perversité ; accusation très vite reprise — pour faire hypnose — dans les véritables stratégies perverses.

De plus, certains auteurs[Qui ?] ont abordé la question du harcèlement moral ou sexuel sous l'angle de la perversité. Là encore, d'autres personnes pensent qu'il suffit de les qualifier de délits punissables par les lois nationales. D'après ces derniers, en faire avec le docteur Porot une perversité définie comme « l'intervention d'une malignité plus ou moins affirmée dans la conception ou l'exécution d'un acte, sinon dans la conduite occasionnelle ou habituelle d'un individu » n'ajoute rien au délit. Ils argumentent que ce recours insidieux à la notion de perversité dans une qualification judiciaire a beaucoup d'inconvénients :
- on contribue à polluer un vocabulaire sémiologique qui se veut descriptif et neutre ;
- on diabolise des délinquants que la loi est chargée de punir ;
- on participe à un climat démagogique qui pollue notre société.

## Littérature
Depuis longtemps, la littérature et les perversions font bon ménage. On citera ici quelques œuvres célèbres qui ont aidé notre compréhension de certains comportements atypiques :
- Donatien Alphonse François de Sade dont l'œuvre se veut un cri de révolte contre son époque et qui a donné son nom au sadisme ;
- Leopold von Sacher-Masoch dont Krafft-Ebing a fait dériver le concept de masochisme et qui nous apprend beaucoup de choses sur ce que signifie un contrat, puisque c'est le prétendu dominé qui avait fait signer un contrat à la prétendue dominante Wanda ;
- Vladimir Nabokov qui a donné une description d'un pédosexuel sous les traits de Humbert Humbert.

#### Psychiatrie
- Richard von Krafft-Ebing, Psychopathia Sexualis, Étude médicolégale à l'usage des médecins et des juristes (1886), trad. sur la 8e édition allemande, Émile Laurent et Sigismond Csapo, Paris, G. Carré, 1895
- Henri Ey, Études psychiatriques, tome 2, étude n° 13 : Perversité et perversions, Desclée de Brouwer, Paris, 1950
- Antoine Porot, Manuel alphabétique de psychiatrie, PUF, Paris, 1960
- Henri Ey, Manuel de psychiatrie, 6e éd., Masson, Paris, 2010  (ISBN 2294711580)
- Henri Ey, articles perversité et perversion, in Manuel alphabétique de psychiatrie, Bardenat, 1975
- Georges Lanteri Laura, Lecture des perversions, histoire de leur appropriation médicale, Masson, Paris, 1979

#### Psychanalyse

##### Textes de référence
- Sigmund Freud :
  - Trois essais sur la théorie sexuelle, 1905 (Ed. Gallimard : 1989  (ISBN 2070325393))
  - Névrose, psychose et perversion, PUF, 1999  (ISBN 2-13-045208-6)
  - La vie sexuelle, Ed.: PUF, Collection : Bibliothèque de psychanalyse  (ISBN 2130447236)

##### Études
(Dans l'ordre alphabétique des noms d'auteurs)
- Gérard Bonnet,
  - Les perversions sexuelles, Que sais-je, PUF, 1983, 6e édition 2015, [lire en ligne]
  - La perversion, se venger pour survivre, PUF, 2008 [lire en ligne]
- Joël Dor, Structure et perversions, Denoël, 1987
- Roger Dorey, Sigmund Freud, Joyce McDougall, Grennacre, et coll. Les Perversions. Chemins de traverse, Ed.: Sand & Tchou, 1980  (ISBN 2710702193)
- Joyce McDougall,
  - Plaidoyer pour une certaine anormalité, Gallimard, 1978
  - Théâtre du Je, Folio Gallimard, 2004 (1982)  (ISBN 2070314294)
  - « Perversion » (art.), dans Dictionnaire international de la psychanalyse (Dir.: Alain de Mijolla), Calmann-Lévy, Paris, 2002 (2005 pour la version revue et corrigée, Poche Hachette Pluriel)
- Alberto Eiguer, « Le pervers narcissique et son complice », Dunod, 2003  (ISBN 2100051431)
- Alberto Eiguer, « La perversion narcissique, un concept en évolution », L'information psychiatrique, 2008/3 (Volume 84), p. 193-199. DOI : 10.3917/inpsy.8403.0193. [lire en ligne].
- Alain Kensée, « Hystérie et perversion : le pervers narcissique », Revue française de psychanalyse, 2003/3 (Vol. 67), p. 943-958. DOI : 10.3917/rfp.673.0943. [lire en ligne]
- Masud Khan, Figures de la perversion, Gallimard, 1981
- Jean Laplanche et Jean-Bertrand Pontalis, Vocabulaire de la psychanalyse, PUF, Paris, 6e éd. 1978.
- Luiz Eduardo Prado de Oliveira, « perversion (approche métapsychologique) », dans Dictionnaire international de la psychanalyse (Dir.: A. de Mijolla), Calmann-Lévy, Paris, 2002 (2005 pour la version revue et corrigée, Poche Hachette Pluriel)
- Daniel Lemler, Répondre de sa parole, Erès, 2011  (ISBN 978-2-7492-1347-7)
- Serge Reznik et al., « Le malaise pervers », Che Vuoi ? n° 32, L’Harmattan, Paris, décembre 2009  (ISBN 978-2-296-10680-2)
- Robert Stoller, La perversion, forme érotique de la haine, Payot, coll. « Petite Bibliothèque Payot », 2007  (ISBN 2228901520)
- Saverio Tomasella, La perversion : renverser le monde, Eyrolles, 2010  (ISBN 978-2-212-54693-4)
- Thierry Vincent,
  - « L'indifférence des sexes : Critique psychanalytique de Bourdieu et de l'idée de domination masculine », 2002,  (ISBN 2749200113) [lire en ligne]
  - « 3. La subversion homosexuelle », dans : L'indifférence des sexes. Critique psychanalytique de Bourdieu et de l'idée de domination masculine, Toulouse, Érès, « Hypothèses », 2002, p. 81-110, [lire en ligne]
  - « Homosexualité psychanalyse et perversion [1] », Cliniques méditerranéennes, 2002/1 (no 65), p. 95-104. DOI : 10.3917/cm.065.0095. [lire en ligne]

#### Littérature
- Vladimir Nabokov, Lolita, Gallimard, Paris, 1959
- Leopold von Sacher-Masoch, La Vénus à la fourrure, éd. Presses Pocket, Paris, 1985
- Leopold von Sacher-Masoch, La mère de Dieu, éd. Champ Vallon, Paris, 1991
- Sade, Œuvres, La Pléiade, Gallimard, Paris, 1995
- Georges Bataille, Histoire de l'œil, Gallimard, Paris, 1967
- Georges Bataille, Ma mère, 10/18, domaine Français, 1966